# Kiebitzholmer Moor und Trentmoor
Das Kiebitzholmer Moor ist ein FFH-Gebiet in der schleswig-holsteinischen Gemeinde Negernbötel. Seit 1997 gehört es zum europäischen FFH-Programm.
Das Kiebitzholmer Moor gehört zu den wenigen erhaltenen Hochmoorresten einer ehemaligen großräumigen Moor- und Heidelandschaft mit Sandheide-Regenerationspotential. Das Trentmoor ist hinsichtlich Naturnähe und Vegetationszonierung von landesweiter Bedeutung. Das Gebiet umfasst die geowissenschaftliche schützenswerten Objekte „Binnendüne bei Kiebitzholm“, „Binnendüne bei Hamdorf“ und „Kliff der Tensfelder Au“.
Die besonders schützenswerten Flächen sind die Hochmoorlebensräume, die Feucht- und Sandheiden und das Feuchtgrünland.

## Wander-, Reit- und Fahrradwege
Die Wander-, Reit- und Fahrradwege belaufen sich auf ca. 5 km. Der größte Teil des FFH-Gebietes ist nicht begehbar.

## Besonderheiten
Im Kiebitzholmer Moor wird keine Landwirtschaft betrieben. Um trotzdem die Natur zu bewahren, grasen Galloways freilaufend auf den Flächen.

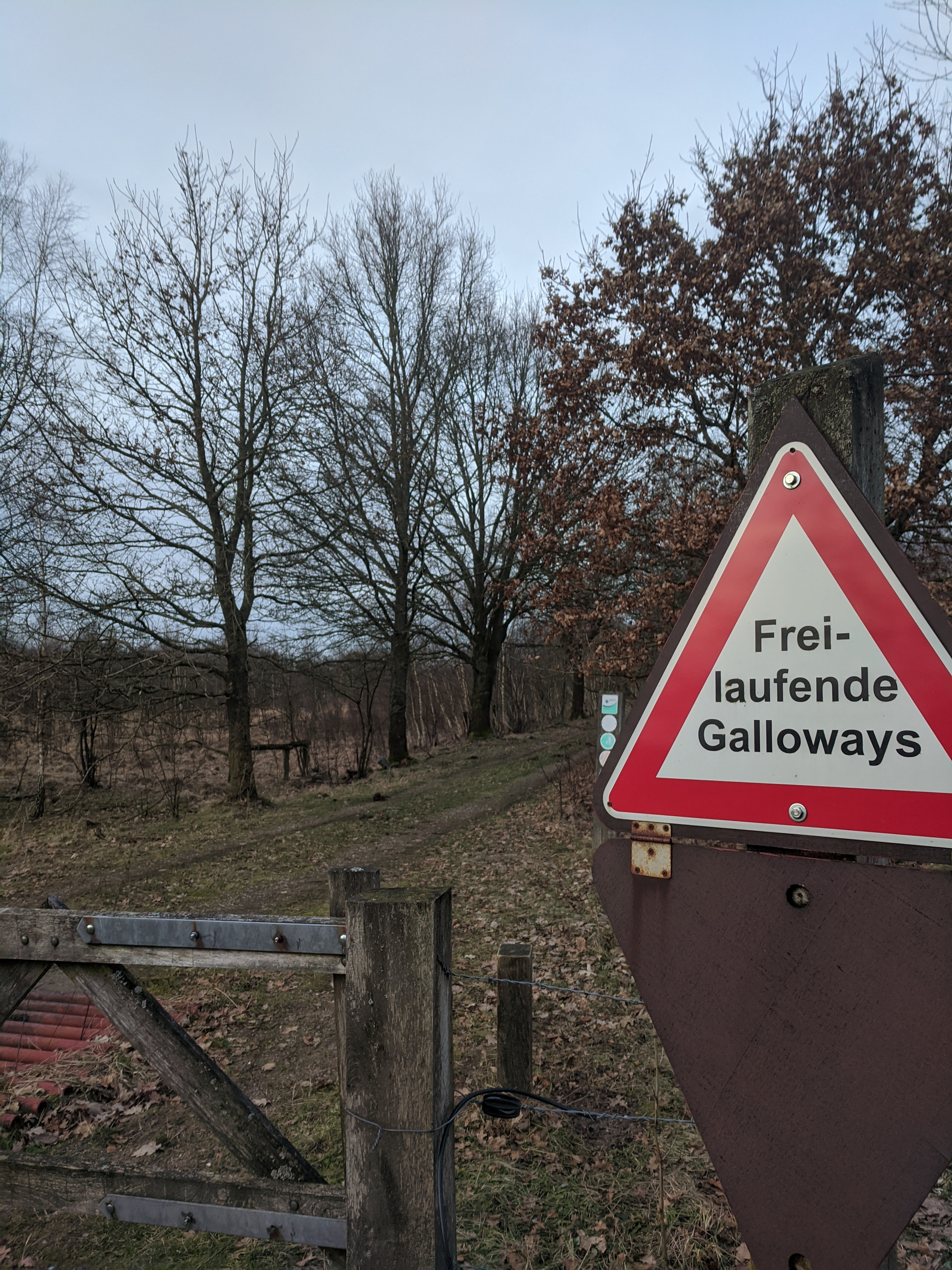
Hinweis auf freilaufende Galloways